# Tijdlijn van de geschiedenis van Zuid-Afrika
Dit is een tijdlijn van het geschiedkundig verhaal van het gebied van het huidige Zuid-Afrika.
|  |  | Pre-koloniale tijd ~4.000.000 v.C. De australopithecus arriveert in Zuid-Afrika. ~2.500.000 v.C De australopithecus africanus arriveert in Zuid-Afrika, waarvan Mevrouw Ples en het Taungkind de bekendste fossielen zijn. ~1.500.000 v.C. De homo ergaster arriveert in Zuid-Afrika. ~115.000 v.C. De homo sapiens arriveert in Zuid-Afrika. ~15.000 v.C. De San arriveren in Zuid-Afrika. ~2.200 v.C. De Khoikhoi arriveren in Zuid-Afrika. ~200 De Bantoe arriveren in Zuid-Afrika. Begin van de IJzertijd in Zuid-Afrika. ~800 Begin van de Bantoemigratie. De Khoisan worden door de Bantoe verdreven naar de droge uithoeken van het continent. ~1000 Stichting van het bantoe Koninkrijk Mapungubwe aan de Limpopo. 1488 De Portugese ontdekkingsreiziger Bartolomeu Dias bereikt als eerste Europeaan de Kaap de Goede Hoop . Hij noemt deze oorspronkelijk Stormkaap, maar koning Johan II van Portugal hernoemt de Kaap naar de goede hoop dat de zeeroute naar Indië binnen Portugees bereik is. 1497 De Portugese ontdekkingsreiziger Vasco da Gama vaart om de Kaap de Goede Hoop heen en ontdekt Natal op Kerstavond. 1503 De Portugese ontdekkingsreiziger António de Saldanha bereikt de Tafelbaai en verkent de Tafelberg . 1510 Aan de Tafelbaai raken de Khoikhoi slaags met de Portugezen. De Portugese ontdekkingsreiziger Francisco de Almeida en 64 Portugese zeelieden komen om het leven. 1575 De Portugese cartograaf Manuel de Mesquita Perestrelo doet een eerste poging om de kust van Zuid-Afrika in kaart te brengen. 1580 Sir Francis Drake vaart om de Kaap de Goede Hoop. 1647 Het Nederlandse schip Nieuwe Haerlem strandt aan de Kaap de Goede Hoop. Onder leiding van Leendert Janszen verblijven de gestrande Nederlandse zeelieden een jaar lang aan de Kaap. Na hun terugkeer naar Nederland krijgen Leendert Janszen en Matthijs Proot van de VOC de opdracht een verslag te schrijven over hun bevindingen. 1649 Leendert Janszen en Matthijs Proot dienen hun Remonstrantie in, waarin hun positieve bevindingen over de Kaap de Goede Hoop staan beschreven. Hierop besluiten de Heren XVII dat er een verversingspost aan de Kaap moet worden gesticht. |
|  |  | De Nederlandse Kaapkolonie 1652 Jan van Riebeeck sticht de verversingspost Kaapstad namens de VOC. Begin van de Nederlandse Kaapkolonie . Bernert Willemsz Wijlant wordt als eerste blanke kind in Zuid-Afrika geboren. 1655 Begin van de mais- en wijnbouw in Zuid-Afrika . 1657 De eerste Europese boeren arriveren in Rondebosch . 1658 De eerste Indische slaven worden door de Nederlanders in de Kaapkolonie afgezet. 1659 De eerste oorlog tussen de Nederlanders en de Khoikhoi (door de Nederlanders toen nog strandlopers genoemd) breekt uit. 1665 Oprichting van de Nederduitse Gereformeerde Kerk van Zuid-Afrika. 1666 Begin van de bouw aan Kasteel de Goede Hoop . 1673 De tweede oorlog tussen de Nederlanders en de Khoikhoi (naar hun kliktaal worden de strandlopers nu hottentotten genoemd) breekt uit. 1676 De derde oorlog tussen de Nederlanders en de Khoikhoi breekt uit. 1679 Gouverneur Simon van der Stel sticht Stellenbosch . 1688 De eerste hugenoten arriveren in de Kaapkolonie en stichten Franschhoek . 1706 De vrijburger Adam Tas dient een aanklacht in tegen gouverneur Willem Adriaan van der Stel en wordt gevangengezet. 1713 Een pokkenepidemie velt de Kaapkolonie. Vele khoikhoi sterven hieraan. 1751 Gouverneur Hendrik Swellengrebel sticht Swellendam . 1755 Een tweede pokkenepidemie velt de Kaapkolonie. 1761 Gouverneur Rijk Tulbagh richt de eerste bibliotheek van Zuid-Afrika op. 1767 Een derde pokkenepidemie velt de Kaapkolonie. 1773 De Kaapse boer Wolraad Woltemade verdrinkt na het redden van 14 schipbreukelingen. 1779 De Eerste Grensoorlog breekt uit tussen de Nederlanders en de Xhosa . De Nederlandse ontdekkingsreiziger Robert Jacob Gordon vernoemt de Oranjerivier naar het Huis Oranje-Nassau . 1780 De Visrivier wordt aangesteld als grens van de Kaapkolonie. 1781 Een Franse vloot voorkomt de Britse verovering van de Kaapkolonie. 1784 De Griekwa steken onder leiding van kapitein Cornelius Kok I naar het noorden de Gariep (Oranjerivier) over. 1786 Stichting van Graaff-Reinet . 1789 De Tweede Grensoorlog breekt uit. Het merinoschaap wordt geïmporteerd in de Kaapkolonie. 1794 De Auwalmoskee wordt te Bo-Kaap opgericht door imam Tuan Guru . Het is de eerste moskee van Zuid-Afrika. |
|  |  | De Britse Kaapkolonie 1795 Het Verenigd Koninkrijk verovert de Kaapkolonie op Nederland in de Slag om Muizenberg . De Republiek Graaff-Reinet en Republiek Swellendam komen in opstand maar worden door de Britse Kaapkolonie ingelijfd. 1799 Het Londens Zendingsgenootschap stuurt zendelingen naar Zuid-Afrika. De Derde Grensoorlog breekt uit. 1803 Vrede van Amiens . Het Verenigd Koninkrijk draagt de Kaapkolonie weer over aan Nederland. 1804 Gouverneur Jacob Abraham Uitenhage de Mist sticht Uitenhage . 1806 Het Verenigd Koninkrijk verovert de Kaapkolonie op Nederland in de Slag bij Blaauwberg , ditmaal definitief. 1807 De slavenhandel naar Zuid-Afrika wordt afgeschaft, maar slavernij blijft legaal. 1810 De Khoikhoivrouw Saartjie Baartman wordt uit belangstelling voor haar uitzonderlijke lichaamsbouw tentoongesteld in Londen. 1811 De Vierde Grensoorlog breekt uit. 1812 Stichting van Cradock en Grahamstad . 1813 De Griekwa stichten West-Griekwaland . Adam Kok II en Barend Barends worden verkozen tot kapiteins. 1815 Rebelse Boeren komen bij Slachtersnek in opstand tegen het Britse gouvernement, maar worden verslagen. 1816 Vijf opstandelingen van Slachtersnek worden onder dramatische omstandigheden opgehangen. Shaka sticht het Zoeloekoninkrijk . 1818 De Mthethwakoning Dingiswayo wordt vermoord door de Ndwandwekoning Zwide . Het machtsvacuüm wordt opgevuld door de Zoeloekoning Shaka. De Vijfde Grensoorlog breekt uit. 1820 De Zoeloes verslaan de Ndwandwe. Begin van de Mfecane . De Griekwakapitein Adam Kok II verlaat West-Griekwaland en wordt opgevolgd door Andries Waterboer van de San . De Bergenaars splitsen zich af van de Griekwa. Duizenden Britse kolonisten van 1820 arriveren in de Kaapkolonie. Stichting van Port Elizabeth . 1822 Stichting van Lesotho door Moshoeshoe I . De Nederlandse taal wordt afgeschaft in het openbare ambt en het gerechtshof van de Kaapkolonie. 1823 Luitenant Mzilikazi weigert zijn buit af te staan aan de Zoeloekoning Shaka. Hij vlucht met zijn volgelingen over de Drakensbergen en verovert de Transvaal. Uitbreiding Mfecane en opkomst van de Matabele . De Orlam vertrekken onder leiding van Jonker Afrikaner naar Zuidwest-Afrika. De zendeling John Philip sticht Philippolis , de eerste Europese nederzetting van de Transoranje. 1824 Stichting van Port Natal , het latere Durban. De Zoeloekoning Shaka komt in contact met de blanke kolonisten. 1825 De Zuid-Afrikaanse pond wordt ingevoerd in de Kaapkolonie. 1826 De Griekwakapitein Adam Kok II sticht Adam Koksland in de Transoranje. 1828 De Zoeloekoning Shaka wordt vermoord door zijn halfbroer Dingane , die hem opvolgt als koning. De Khoikhoi worden gelijkgesteld aan de blanken van de Kaapkolonie. 1832 De Matabelekoning Mzilikazi wordt door Dingane naar het westen verdreven. 1834 Afschaffing van slavernij in de Kaapkolonie. De Zesde Grensoorlog breekt uit. |
|  |  | De Grote Trek 1835 De Grote Trek begint. De Voortrekkers Louis Tregardt en Hans van Rensburg vertrekken met hun volgelingen uit de Kaapkolonie. Stichting van Brits-Kaffrarië . 1836 Meer Voortrekkers vertrekken uit de Kaapkolonie. Mzilikazi stuurt zijn leger op hen af, maar wordt verslagen in de Slag bij Vegkop . De Voortrekkers onder leiding van Hans van Rensburg worden in het huidige Mozambique vermoord door een inheemse stam. 1837 Mzilikazi wordt door de Voortrekkers onder leiding van Hendrik Potgieter uit de Transvaal verdreven. Hij sticht het Koninkrijk Mthwakazi in het hedendaagse Zimbabwe . 1838 De Voortrekker Piet Retief wordt vermoord door de Zoeloekoning Dingane. Retiefs volgelingen worden aangevallen bij Bloukrans . De Voortrekker Piet Uys sneuvelt in de Slag bij Italeni . De Voortrekker Andries Pretorius wreekt Retief in de Slag bij Bloedrivier , waarbij de Zoeloes vernietigend worden verslagen. De Voortrekker Hendrik Potgieter sticht Potchefstroom . 1839 De Voortrekkers stichten de Republiek Natalia en Pietermaritzburg . 1840 De Voortrekkers steunen een succesvolle staatsgreep van Mpande , de halfbroer van de Zoeloekoning Dingane. Dingane slaat op de vlucht en wordt vermoord. Andries Pretorius kroont Mpande tot Zoeloekoning. 1841 De ontdekkingsreiziger David Livingstone arriveert in Kaapstad. 1842 Het Verenigd Koninkrijk verovert de Republiek Natalia. Veel Voortrekkers vertrekken uit Natal. 1844 De Republiek Natalia wordt omgedoopt tot de Britse Natalkolonie . De Voortrekker Hendrik Potgieter sticht de Republiek Winburg-Potchefstroom . 1845 De Voortrekker Hendrik Potgieter sticht Ohrigstad . 1846 Stichting van Bloemfontein . De Zevende Grensoorlog breekt uit. 1848 De Transoranje wordt omgedoopt tot de Britse Oranjeriviersoevereiniteit . De Republiek Winburg-Potchefstroom houdt op te bestaan. Gouverneur Harry Smith verslaat Andries Pretorius in de Slag bij Boomplaats . Pretorius vlucht met zijn volgelingen naar Transvaal. 1849 De eerste verenigde Volksraad van Transvaal komt bijeen. Stichting van Lydenburg . 1850 De Achtste Grensoorlog breekt uit. Stichting van Rustenburg . |
|  |  | De Boerenrepublieken 1852 Het Verenigd Koninkrijk erkent de onafhankelijkheid van de Zuid-Afrikaansche Republiek (ZAR of Transvaal) bij de Conventie van Zandrivier . De Griekwakapitein Andries Waterboer overlijdt en wordt opgevolgd door zijn zoon Nicolaas Waterboer . De Voortrekker Hendrik Potgieter overlijdt en wordt opgevolgd door zijn zoon Piet Potgieter . 1853 De Voortrekker Andries Pretorius overlijdt en wordt opgevolgd door zijn zoon Marthinus Wessel Pretorius . 1854 Het Verenigd Koninkrijk erkent de onafhankelijkheid van de Oranje Vrijstaat bij de Conventie van Bloemfontein . Na de moord op tientallen Boeren begint de ZAR een strafexpeditie tegen de Zuid-Ndebelekoning Makapan. Piet Potgieter en meer dan 2.000 Zuid-Ndebele komen om het leven bij het Beleg van Makapansgrot . 1855 Stichting van Pretoria , vernoemd naar Andries Pretorius. 1856 Een apocalyptische voorspelling van het Xhosameisje Nongqawuse leidt tot de verhongering van zo'n 40.000 Xhosa. De eerste grondwet van de ZAR wordt goedgekeurd door de Volksraad, maar wordt niet door alle inwoners geaccepteerd. De Republiek Lydenburg splitst zich af van de ZAR. 1857 Marthinus Wessel Pretorius wordt verkozen tot eerste staatspresident van de ZAR. De Republiek Zoutpansberg splitst zich af van de ZAR. 1858 De definitieve grondwet van de ZAR wordt goedgekeurd door de Volksraad. De Republiek Zoutpansberg wordt met de ZAR herenigd. De eerste Basotho-oorlog breekt uit tussen de Oranje Vrijstaat en de Basotho. 1859 Oprichting van de Gereformeerde Kerk in Zuid-Afrika. 1860 Pretoria vervangt Potchefstroom als hoofdstad van de ZAR. De Republiek Lydenburg wordt met de ZAR herenigd. 1861 De Griekwa vertrekken onder leiding van kapitein Adam Kok III uit de Oranje Vrijstaat. 1862 De Griekwakapitein Adam Kok III sticht Oost-Griekwaland . 1864 Einde van de Transvaalse Burgeroorlog . Johannes Henricus Brand wordt verkozen tot staatspresident van de Oranje Vrijstaat. 1865 De tweede Basotho-oorlog breekt uit. 1866 Brits-Kaffrarië wordt geannexeerd door de Kaapkolonie. Stichting van Oos-Londen . De Eurekadiamant wordt gevonden in West-Griekwaland . 1867 De derde Basotho-oorlog breekt uit. Schoemansdal wordt afgebrand door de Venda . 1868 Lesotho wordt omgedoopt tot Brits Basutoland . De Basters vertrekken onder leiding van kapitein Hermanus van Wyk naar Rehoboth in Zuidwest-Afrika. 1870 West-Griekwaland wordt door het Verenigd Koninkrijk ingelijfd. Stichting van New Rush , later Kimberley. De diamantvelden worden opgeëist door de Griekwa, de Oranje Vrijstaat, de ZAR en de Kaapkolonie. 1871 De diamantvelden worden door gouverneur Robert William Keate van de Natalkolonie toegewezen aan de Griekwa. Als gevolg treedt Marthinus Wessel Pretorius af als staatspresident van de ZAR. Cecil Rhodes vertrekt naar Kimberley. 1872 Thomas François Burgers wordt verkozen tot staatspresident van de ZAR. John Molteno wordt aangesteld tot eerste premier van de Kaapkolonie. De Zoeloekoning Mpande overlijdt en wordt opgevolgd door zijn zoon Cetshwayo . 1874 Begin van de Dorslandtrek door de Kalahariwoestijn . Oost-Griekwaland wordt door het Verenigd Koninkrijk ingelijfd. 1875 Oprichting van het Genootskap van Regte Afrikaners . 1876 Sekhukhune verslaat het Transvaalse leger. De ZAR verkeert in wanorde. 1877 Sir Theophilus Shepstone doopt de ZAR om tot de Britse Transvaalkolonie . De eerste vreedzame poging van Paul Kruger om de onafhankelijkheid van de ZAR te herstellen mislukt. De Negende Grensoorlog breekt uit. 1878 De Walvisbaai wordt geannexeerd door de Kaapkolonie. De tweede vreedzame poging van Paul Kruger om de onafhankelijkheid van de ZAR te herstellen mislukt. 1879 De Zoeloe-oorlog breekt uit tussen het Verenigd Koninkrijk en de Zoeloes. De oorlog wordt door het Verenigd Koninkrijk gewonnen, al lijden ze een verpletterende nederlaag in de Slag bij Isandlwana . Het Verenigd Koninkrijk verovert Zoeloeland. Oost-Griekwaland wordt geannexeerd door de Kaapkolonie. Oprichting van de Afrikanerbond . 1880 Cecil Rhodes richt De Beers Mining Company op. West-Griekwaland wordt geannexeerd door de Kaapkolonie. De Boeren van de Transvaal komen bij Paardekraal in opstand. Een Driemanschap bestaande uit Paul Kruger, Marthinus Wessel Pretorius en Piet Joubert herstellen de ZAR te Heidelberg . De Eerste Boerenoorlog breekt uit tussen de ZAR en het Verenigd Koninkrijk. 1881 De ZAR verslaat het Verenigd Koninkrijk in de Slag bij Majuba . De Conventie van Pretoria beëindigt de Eerste Boerenoorlog in het voordeel van de ZAR. 1882 Stichting van de Boerenrepublieken Stellaland en Goosen . 1883 Paul Kruger wordt verkozen tot staatspresident van de ZAR. 1884 De Conventie van Londen herziet de Conventie van Pretoria. Stichting van de Nieuwe Republiek . 1885 Beetsjoeanaland wordt ingelijfd door het Verenigd Koninkrijk. Stellaland en Goosen worden geannexeerd en bij Beetsjoeanaland gevoegd. 1886 Goud wordt ontdekt bij de Witwatersrand . Stichting van Johannesburg , dat wordt overspoeld door buitenlandse mijnwerkers ( uitlanders ). Stichting van Klein Vrystaat . 1887 Zoeloeland wordt geannexeerd door de Natalkolonie. Oprichting van de Nederlandsch-Zuid-Afrikaansche Spoorwegmaatschappij (NZASM) in de ZAR. 1888 Paul Kruger wordt voor de tweede maal verkozen tot staatspresident van de ZAR. Francis William Reitz wordt verkozen tot staatspresident van de Oranje Vrijstaat. De Nieuwe Republiek wordt geannexeerd door de ZAR. 1890 Cecil Rhodes wordt aangesteld tot premier van de Kaapkolonie. 1891 Klein Vrystaat wordt door de ZAR geannexeerd. 1893 Paul Kruger wordt voor de derde maal verkozen tot staatspresident van de ZAR. Mohandas Karamchand Gandhi arriveert in Durban. 1894 Swaziland wordt door de ZAR ingelijfd. 1895 Marthinus Theunis Steyn wordt verkozen tot staatspresident van de Oranje Vrijstaat. De spoorlijn van Pretoria naar Lourenço Marques wordt voltooid. De Jameson Raid begint. Leander Starr Jameson valt onder bevel van Cecil Rhodes de ZAR binnen. 1896 De Jameson Raid wordt neergeslagen en Jameson wordt gevangengezet. Het feliciterende Krugertelegram van keizer Wilhelm II van Duitsland naar staatspresident Paul Kruger veroorzaakt een schandaal. Cecil Rhodes moet aftreden als premier. 1898 Paul Kruger wordt voor de vierde maal verkozen tot staatspresident van de ZAR. Staatspresident Paul Kruger legt de fundamenten voor het Sabie Wildreservaat, het latere Nationaal park Kruger . 1899 De onderhandelingen bij de Conferentie van Bloemfontein tussen staatspresident Paul Kruger en gouverneur Alfred Milner van de Kaapkolonie mislukken. De Tweede Boerenoorlog breekt uit tussen de ZAR, de Oranje Vrijstaat en het Verenigd Koninkrijk. 1900 De Oranje Vrijstaat en de ZAR worden door het Verenigd Koninkrijk veroverd, maar de bittereinders weigeren de strijd te staken. Het Verenigd Koninkrijk hanteert de tactiek van de verschroeide aarde door het platbranden van boerderijen en het opsluiten van Boerenvrouwen en kinderen in concentratiekampen. Staatspresident Paul Kruger wijkt uit naar Europa. 1901 Emily Hobhouse luidt de noodklok over de concentratiekampen van de Boerenoorlog. De omstandigheden in de kampen worden verbeterd. 1902 Het Verdrag van Vereeniging beëindigt de Tweede Boerenoorlog. De ZAR en de Oranje Vrijstaat worden ingelijfd door het Verenigd Koninkrijk. De ZAR wordt omgedoopt tot de Britse Transvaalkolonie en de Oranje Vrijstaat tot de Britse Oranjerivierkolonie . |
|  |  | Uniewording 1904 62.000 Chinese mijnwerkers arriveren in de Transvaalkolonie. 1907 De Transvaalkolonie en de Oranjerivierkolonie krijgen zelfbeschikking. 1910 De Kaapkolonie, Natalkolonie, Transvaalkolonie en Oranjerivierkolonie worden samen omgedoopt tot de vier provincies van de Unie van Zuid-Afrika . Louis Botha wordt de eerste premier van Zuid-Afrika. Oprichting van de Zuid-Afrikaanse Partij . 1912 Oprichting van het Afrikaans Nationaal Congres (ANC). 1913 Oprichting van de Nationale Partij . De Land Act beperkt het leefgebied van zwarte Zuid-Afrikanen. 1914 De Boerengeneraal Koos de la Rey wordt per ongeluk doodgeschoten. De Eerste Wereldoorlog breekt uit en Zuid-Afrika verklaart Duitsland de oorlog. Een opstand van Boerenveteranen wordt door het Zuid-Afrikaanse leger neergeslagen. 1915 Zuid-Afrika verovert Duits-Zuidwest-Afrika op Duitsland. 1918 Oprichting van de Broederbond . 1919 Zuidwest-Afrika wordt een Zuid-Afrikaans mandaatgebied. Premier Louis Botha overlijdt en wordt opgevolgd door Jan Smuts . 1921 Oprichting van de Zuid-Afrikaanse Communistische Partij . 1922 Een opstand van blanke mijnwerkers in Witwatersrand wordt door het Zuid-Afrikaanse leger neergeslagen. 1923 Invoering van de pasjeswetgeving . 1924 J.B.M. Hertzog wordt verkozen tot premier van Zuid-Afrika. 1925 Het Afrikaans wordt gelijkgesteld aan het Nederlands. 1926 Het Nationaal park Kruger wordt benoemd tot eerste nationale park van Zuid-Afrika. 1928 De nieuwe vlag van Zuid-Afrika, gebaseerd op de Prinsenvlag , wordt ingevoerd. 1930 Blanke vrouwen krijgen stemrecht. 1934 De Zuid-Afrikaanse Partij en de Nationale Partij fuseren tot de Verenigde Partij . 1939 De Tweede Wereldoorlog breekt uit. Tegen de wens van premier J.B.M. Hertzog verklaart Zuid-Afrika de oorlog aan Duitsland. Hertzog treedt af en Jan Smuts wordt opnieuw verkozen tot premier van Zuid-Afrika. Oprichting van de Ossewabrandwag . |
|  |  | Apartheid 1948 D.F. Malan wordt verkozen tot premier van Zuid-Afrika. Begin van de apartheid . 1949 Het Voortrekkermonument wordt onthuld te Pretoria. 1952 Op het Van Riebeeckfestival wordt de 300e verjaardag van de Nederlandse aanwezigheid in Zuid-Afrika gevierd. 1957 Die Stem van Suid-Afrika wordt ingevoerd als volkslied van Zuid-Afrika. 1958 Hendrik Verwoerd wordt verkozen tot premier van Zuid-Afrika. Het Pan-Afrikaans Congres splitst zich af van het ANC. 1960 Een opstand in Sharpeville wordt door de Zuid-Afrikaanse politie neergeslagen. Premier Hendrik Verwoerd raakt gewond bij een mislukte moordaanslag. De mensenrechtenactivist Albert Luthuli wint de Nobelprijs voor de vrede . 437 mijnwerkers komen om het leven bij de Coalbrook-ramp . 1961 De Unie van Zuid-Afrika verlaat het Britse Gemenebest en wordt een republiek. Invoering van de Zuid-Afrikaanse rand als munteenheid. Oprichting van Umkhonto we Sizwe , de militaire vleugel van het ANC. De FIFA schorst Zuid-Afrika. 1962 De Verenigde Naties nemen resolutie 1761 aan, waarin wordt opgeroepen om Zuid-Afrika te boycotten. Het land mag niet meer meedoen aan de Olympische Spelen . 1964 De mensenrechtenactivist Nelson Mandela wordt veroordeeld tot een levenslange gevangenisstraf die hij moet uitzitten op Robbeneiland . 1966 Premier Hendrik Verwoerd wordt vermoord door Dimitri Tsafendas . 1967 De hartchirurg Christiaan Barnard voert de eerste geslaagde harttransplantatie uit. 1973 Oprichting van de Afrikaner Weerstandsbeweging . 1975 Oprichting van de Inkatha Vrijheidspartij . 1976 Een opstand in Soweto wordt door de Zuid-Afrikaanse politie neergeslagen. Nieuw-Zeeland speelt ongeacht de internationale boycot rugbywedstrijden tegen Zuid-Afrika. Omdat Nieuw-Zeeland niet geschorst wordt door het Internationaal Olympisch Comité boycotten 28 landen de Olympische Zomerspelen van 1976 . 1977 De mensenrechtenactivist Steve Biko overlijdt na zware mishandelingen door de Zuid-Afrikaanse politie. Oprichting van de Progressieve Federale Partij . 1982 Oprichting van de Conservatieve Partij . 1983 Eerste diagnose van aids in Zuid-Afrika. 1984 P.W. Botha wordt verkozen tot staatspresident van Zuid-Afrika. Aartsbisschop Desmond Tutu wint de Nobelprijs voor de Vrede voor zijn vreedzame verzet tegen apartheid. 1985 Staatspresident P.W. Botha roept de noodtoestand uit over Zuid-Afrika. 1989 Staatspresident P.W. Botha krijgt een beroerte en moet aftreden. F.W. de Klerk wordt verkozen tot staatspresident van Zuid-Afrika. Oprichting van de Democratische Partij . 1990 Staatspresident F.W. de Klerk kondigt hervormingen in het apartheidsbeleid aan. Het verbod op het Afrikaans Nationaal Congres wordt opgeheven en Nelson Mandela wordt vrijgelaten. Het mandaatgebied Zuidwest-Afrika wordt onafhankelijk onder de naam Namibië . 1992 De blanke bevolking van Zuid-Afrika keurt de hervormingen van De Klerk in een referendum goed. 45 mensen komen om het leven bij het Bloedbad van Boipatong , een aanslag gepleegd door aanhangers van de Inkatha Vrijheidspartij. 1993 Nelson Mandela en F.W. de Klerk ontvangen de Nobelprijs voor de Vrede. De communistische politicus Chris Hani wordt vermoord door een extreemrechtse activist. |
|  |  | De Regenboognatie 1994 De eerste algemene verkiezingen van Zuid-Afrika vinden plaats. Nelson Mandela wordt verkozen tot president van Zuid-Afrika. De Bantoestans worden opgeheven. President Lucas Mangope van de Bantoestan Bophuthatswana komt in verzet en wordt gesteund door de Afrikaner Weerstandsbeweging, maar wordt door het Zuid-Afrikaanse leger afgezet. Zuid-Afrika wordt onderverdeeld in negen provincies. De nieuwe vlag van Zuid-Afrika wordt ingevoerd. De Walvisbaai wordt overgedragen aan Namibië. Oprichting van Vrijheidsfront Plus 1995 Oprichting van de Zuid-Afrikaanse Waarheids- en Verzoeningscommissie . Desmond Tutu wordt voorzitter. Zuid-Afrika organiseert en wint het wereldkampioenschap rugby 1995 . 1997 Het nieuwe volkslied van Zuid-Afrika wordt ingevoerd. 1999 Thabo Mbeki wordt verkozen tot president van Zuid-Afrika. 2000 Oprichting van de Democratische Alliantie . 2006 Het homohuwelijk wordt gelegaliseerd in Zuid-Afrika. 2007 Zuid-Afrika wint het wereldkampioenschap rugby 2007 in Frankrijk. 2008 President Thabo Mbeki verliest de machtsstrijd over het ANC van Jacob Zuma en treedt af. Zijn aanhangers richten het Congress of the People op. Bij xenofobische aanvallen op immigranten komen 62 mensen om het leven. 2009 Jacob Zuma wordt verkozen tot president van Zuid-Afrika. 2010 Zuid-Afrika organiseert het wereldkampioenschap voetbal 2010 . De extreemrechtse activist Eugène Terre'Blanche wordt vermoord door zijn werknemers. 2013 Oprichting van de Economische Vrijheidsstrijders . Nelson Mandela overlijdt op 95-jarige leeftijd. 2015 Bij xenofobische aanvallen op immigranten komen 7 mensen om het leven. Na aanhoudende demonstraties tegen het behoud van het standbeeld van Cecil Rhodes op de Universiteit van Kaapstad worden een aantal standbeelden van blanke historische figuren gevandaliseerd. 2018 Onder druk van het ANC treedt de van corruptie beschuldigde president Zuma af. De partij verkiest Cyril Ramaphosa tot zijn opvolger. 2019 Zuid-Afrika wint het wereldkampioenschap rugby 2019 in Japan. 2023 De Zuid-Afrikaanse gebarentaal wordt de twaalfde officiële taal. [ 1 ] |